# اس‌اف۸
اس‌اف۸ (به کره‌ای: 에스 에프 에잇; انگلیسی: SF8) یک مجموعه تلویزیونی آنتولوژی علمی تخیلی کره جنوبی است. این مجموعه یک پروژه بین انجمن کارگردانان کره، پلتفرم اوتی‌تی وِیو و شرکت تولیدکننده سو فیلم است. برش‌های کارگردان تمام قسمت‌ها در ۱۰ ژوئیه ۲۰۲۰ در پلتفرم وِیو منتشر شد در حالی‌که در ام‌بی‌سی هفته‌ای یکبار از ۱۴ اوت تا ۹ اکتبر ۲۰۲۰ پخش شد. این مجموعه به‌عنوان معادل کره‌ای مجموعه بریتانیایی آینه سیاه در نظر گرفته شده‌است زیرا قالب و درون‌مایه‌های مشابهی دارند.